# Andrzej Grodek
Andrzej Grodek (ur. 30 listopada 1901 w Łodzi, zm. 23 listopada 1959 w Warszawie) – polski ekonomista, historyk gospodarki i nauczyciel akademicki. Przez całe życie był związany z Wyższą Szkołą Handlową (i jej powojenną spadkobierczynią, Szkołą Główną Planowania i Statystyki), w latach 1946–1949 oraz 1956–1959 był jej rektorem. Przez wiele lat kierował także biblioteką uczelni, jednocześnie w latach 1953–1956 był przewodniczącym Stowarzyszenia Bibliotekarzy Polskich.
W pracy naukowej skupiał się na historii gospodarczej Polski i badaniach nad historią myśli gospodarczo-ekonomicznej.

## Życiorys

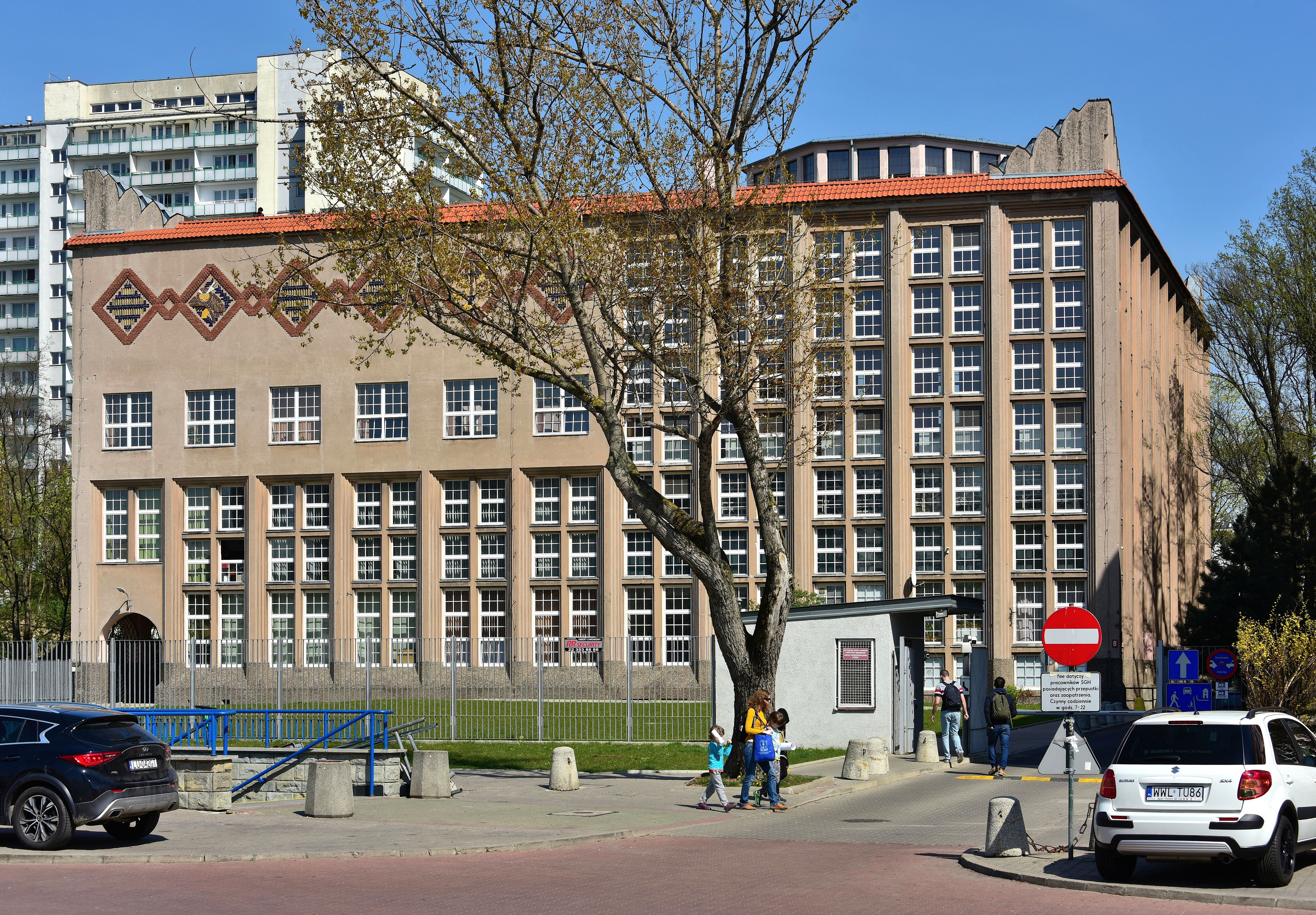
Andrzej Grodek był pierwszym pracownikiem, który w dniu wyzwolenia Warszawy pojawił się w gmachu biblioteki SGH i rozpoczął prace nad jej uruchomieniem po wojnie

Urodził się w rodzinie Jana, prowizora farmacji, i Anny z Prostnaków. Naukę rozpoczął w łódzkim Gimnazjum Polskim „Uczelnia”, a następnie uczęszczał do wydziału handlowego Szkoły Realnej Zgromadzenia Kupców. Podczas wojny 1920 roku służył w 201. ochotniczym pułku piechoty, podczas walk w okolicach Modlina był ranny. W 1921 roku zdał egzamin maturalny i rozpoczął studia w Wyższej Szkole Handlowej (poprzedniczce SGH). Po dwóch latach studiów zmuszony został, ze względu na trudną sytuację materialną, do przerwania studiów i podjęcia pracy w biurze Tomaszowskiej Fabryki Sztucznego Jedwabiu w Warszawie, gdzie pracował w latach 1923–1924. Następnie pracował jako nauczyciel na kursach handlowych w Wieruszowie (1925–1926). W 1925 roku wrócił na studia; przedstawił pracę dyplomową, napisaną pod kierunkiem profesora Ludwika Krzywickiego, Pieniądze papierowe podczas insurekcji 1794 r., za którą uzyskał dyplom zawodowy WSH w Warszawie. Autor przy pisaniu tej pracy oparł się przede wszystkim na materiałach archiwalnych, w mniejszym stopniu na dość ubogiej podówczas literaturze przedmiotu. Jako że wiele z tekstów źródłowych uległo zniszczeniu w czasie powstania warszawskiego, współcześnie praca Andrzeja Grodka uznawana jest za jedyne naukowo wiarygodne opracowanie tego zagadnienia.
We wrześniu 1926 roku uzyskał stanowisko asystenta przy Katedrze Historii Handlu. W roku akademickim 1926/1927 kontynuował naukę w Wyższej Szkole Handlowej. Asystenturę łączył latach 1927–1928 z pełnieniem funkcji sekretarza Towarzystwa Ekonomistów i Statystyków oraz pracując w kwartalniku „Ekonomista”. W 1929 roku został powołany do służby wojskowej, a po jej odbyciu wyjechał na studia do Francji dzięki stypendium Funduszu Kultury Narodowej. Tam studiował przez ponad półtora roku na Wydziale Prawa Uniwersytetu Paryskiego. W trakcie pobytu we Francji napisał również pracę magisterską Zagadnienie emisji znaków pieniężnych w Księstwie Warszawskim (1806–1813). Po powrocie do kraju w 1931 roku zdał wymagane regulaminem studiów egzaminy i uzyskał tytuł magistra.
W tym samym roku został mianowany asystentem naukowym Biblioteki WSH, prowadzonej od 1919 roku przez prof. Konstantego Krzeczkowskiego. Andrzejowi Grodkowi powierzono opracowanie katalogu rzeczowego zbiorów biblioteki, która w tym czasie obejmowała 90 000 woluminów i była największym polskim księgozbiorem z zakresu nauk społeczno-ekonomicznych. Zadanie obejmowało tłumaczenie i adaptację tablic klasyfikacyjnych Biblioteki Kongresu, sklasyfikowanie całości zbiorów i opracowanie indeksów przedmiotowych.
W 1935 roku uzyskał stopień doktora nauk ekonomicznych za pracę Piotr Maleszewski (1767–1828) i jego nauka społeczna. W 1936 roku na podstawie pracy Idea Banku Narodowego (geneza Banku Polskiego) 1763–1828 uzyskał stanowisko docenta i prawo do samodzielnego prowadzenia wykładów z historii handlu. Wykładał w Instytucie Pedagogicznym Związku Nauczycielstwa Polskiego i działał w Instytucie Gospodarstwa Społecznego. W okresie przedwojennym opublikował także kilkadziesiąt haseł w Polskim Słowniku Biograficznym i Encyklopedii Nauk Politycznych. Nie zerwał też kontaktów z biblioteką. Niezależnie od prac naukowych i zajęć dydaktycznych przygotował i oddał do druku w 1939 roku Katalog Biblioteki SGH, obejmujący zasadniczy zrąb księgozbioru (Nauki ekonomiczne i handlowe). Katalog posiadał kilkadziesiąt tysięcy pozycji z obszernym indeksem autorsko-tytułowym. Wydrukowane tuż przed wybuchem i na początku II wojny światowej (druk zakończono w lutym 1940), gotowe egzemplarze ukryto przed Niemcami i wydano dopiero w połowie 1945 roku.
W 1939 roku Andrzej Grodek zgłosił się do Robotniczych Batalionów Obrony Warszawy. Po kapitulacji Warszawy i aresztowaniu dyrektora biblioteki Konstantego Krzeczkowskiego przejął odpowiedzialność za bibliotekę. Okupant zlikwidował SGH, a w jej miejsce powstała Miejska Szkoła Handlowa, która nie miała formalnie żadnego prawa do biblioteki. Dzięki staraniom Andrzeja Grodka i dyrektora Biblioteki Narodowej Józefa Grycza zbiory nie zostały zabrane z siedziby uczelni przy ul. Rakowieckiej. Biblioteka została potraktowana jako zbiór zabezpieczony pod zarządem II Oddziału Staatsbibliothek Warschau, a Andrzej Grodek został kierownikiem zbiorów i – wbrew wprowadzonemu przez hitlerowców zakazowi udostępniania książek – robił to wypożyczając potajemnie książki. Gmach biblioteki stał się również miejscem spotkań i dyskusji naukowców i polityków.
Gmach biblioteki w czasie wojny nie został spalony i ocalał jej księgozbiór. W dniu wyzwolenia Warszawy Andrzej Grodek jako pierwszy był już na zdewastowanym terenie uczelni i z gronem kilku współpracowników rozpoczął prace nad zabezpieczeniem księgozbioru, gmachów i mienia uczelni. W latach 1945–1947 pełnił funkcję dyrektora biblioteki i zarazem prorektora SGH, a na lata 1947/1948 i 1948/1949 został wybrany rektorem tej uczelni. Jednocześnie w 1945 roku uzyskał tytuł profesora nadzwyczajnego. Po upaństwowieniu uczelni i przemianowaniu jej na Szkołę Główną Planowania i Statystyki został usunięty ze stanowiska rektora – zastąpił go Czesław Nowiński.
Po odsunięciu od zarządzania uczelnią skupił się na własnej pracy naukowej, zarządzaniu biblioteką i pracą w Katedrze Historii Gospodarczej. Jego sytuacja zmieniła się w 1952 roku, gdy nowym rektorem uczelni został Oskar Lange, ekonomista i działacz państwowy mało zainteresowany codziennym funkcjonowaniem SGPiS, który wybrał Grodka na stanowisko prorektora ds. nauki i to jemu delegował wiele z najważniejszych decyzji. Ostatecznie w 1956 roku ponownie wybrany został na stanowisko rektora uczelni. W 1958 roku Andrzej Grodek przygotował projekt reorganizacji uczelni z zachowaniem jej akademickiego charakteru, jednak jej wdrożenie przerwała jego śmierć.
Mąż Marii Kazimiery z Królikowskich (1904–1985), ojciec dr Zofii Grodek-Milczarek i Anny po mężu Pawlak (zm. 1988).
Zmarł w Warszawie, pochowany na cmentarzu Wojskowym na Powązkach (kwatera B 2-13-15).
W 1963 roku pośmiertnie opublikowano wybór pism Andrzeja Grodka wraz z pełną bibliografią prac.
Materiały archiwalne Andrzeja Grodka znajdują się w PAN Archiwum w Warszawie pod sygnaturą III-81.

## Ordery i odznaczenia
- Order Sztandaru Pracy II klasy
- Krzyż Komandorski Order Odrodzenia Polski (13 lipca 1955)[9]
- Krzyż Oficerski Orderu Odrodzenia Polski (19 sierpnia 1946)[10]
- Medal 10-lecia Polski Ludowej (19 stycznia 1955)[11]

## Upamiętnienie
- W 50. rocznicę śmierci profesora w Bibliotece SGH zorganizowano wystawę na podstawie materiałów dostarczonych przez jego córkę, dr Zofię Grodek-Milczarek. Zaprezentowano na niej zdjęcia z dzieciństwa, młodości, dokumentów, legitymacji, dyplomów[12].
- Uchwałą Nr 307 z dnia 28 czerwca 2023 roku Senat SGH ustanowił rok 2024 w Szkole Głównej Handlowej w Warszawie „Rokiem Profesora Andrzeja Grodka”[13].
- W roku 2024 Bibliotece Szkoły Głównej Handlowej nadano imię Profesora Andrzeja Grodka[14].
- 10 stycznia 2024 roku w Auli Spadochronowej SGH zostało odsłonięte popiersie prof. Andrzeja Grodka[15].